# Variation de la pression atmosphérique avec l'altitude
La variation de la pression atmosphérique avec l'altitude décrit le gradient de pression de l'air dans l'atmosphère terrestre selon la distance avec le niveau de la mer. C'est le changement de la pression selon l'altitude observé à l'air libre au-dessus du sol terrestre ou d'une mer ou d'un océan. L'atmosphère terrestre n'est jamais en complet équilibre notamment à cause du réchauffement solaire du sol. Toutefois, on peut définir une atmosphère normalisée, supposément en équilibre et où la pression atmosphérique diminue avec l'altitude suivant une loi de puissance 5,25. La pression est réduite d'un facteur 2 à l'altitude 5 500 m et d'un facteur 10 à 16 km.
En météorologie appliquée, la pression est souvent utilisée directement comme coordonnée verticale. On parlera par exemple de la température à 700 hPa. Cette approche a des avantages techniques et elle simplifie certaines équations utilisées en météorologie. Il est aussi possible d'utiliser la pression pour mesurer la hauteur, ce qui est le principe de base de l'altimètre utilisé en aéronautique. Elle a aussi un rapport dans les vents de surface horizontaux et les vents d'altitude horizontaux.

## Pression en fonction de la température et de l'altitude
Dans la boîte déroulante, il est démontré que la formule quasi exacte de la variation de la pression en fonction de l'altitude dans la troposphère est :
{\displaystyle p=p_{0}\exp \left(-{7g \over 2C_{p}T_{0}}z\right)=p_{0}\exp \left(-{Mg \over RT_{0}}z\right)}
- {\displaystyle p} est la pression, en Pascal,
- {\displaystyle p_{0}} est la pression au sol,
- {\displaystyle g={\text{9,81 m/s}}^{2}} est l'accélération de la pesanteur,
- {\displaystyle z} est la hauteur par rapport au sol, en mètres,
- {\displaystyle C_{p}=1006\,{\text{J/kg / K}}} est la capacité thermique massique de l'air à pression constante,
- {\displaystyle T_{0}} est la température au sol, en kelvin.
- {\displaystyle M} = 29 × 10−3 kg mol−1 est la masse molaire de l'air
- {\displaystyle R} = 8,314 J K−1 mol−1 est la constante universelle des gaz parfaits

Cette formule confirme l'adage américain « Hot to cold, look below ». En effet, l'exponentielle décroît plus rapidement lorsque {\displaystyle T_{0}} devient plus petit et donc l'altimètre surestimera la hauteur, ce qui en aviation peut provoquer un accident si le pilote ne consulte que l'altimètre.
Ainsi, pour l'altitude à {\displaystyle p=p_{0}/2}, on obtient l'équation suivante :
{\displaystyle \exp \left(-{7g \over 2C_{p}T_{0}}z_{1 \over 2}\right)={1 \over 2}}
Donc,
{\displaystyle {7g \over 2C_{p}T_{0}}z_{1 \over 2}=\ln(2)}
Et donc,
{\displaystyle z_{1 \over 2}={2C_{p}T_{0}\ln(2) \over 7g}={2\times 1006\times 288.15\times 0.693147 \over 7\times 9.80665}=5854} mètres.
Cette valeur est proche de l'atmosphère normalisée où {\displaystyle z_{1 \over 2}=5750\,{\text{mètres}}}.

### Formule internationale du nivellement barométrique
En prenant le niveau de la mer comme altitude de référence z0, et en prenant pour l'atmosphère un état moyen défini par l'atmosphère normalisée type OACI (15 °C, 288,15 K, 1013,25 hPa, gradient vertical de température 0,65 °C pour 100 m), on obtient la formule internationale du nivellement barométrique donnant la pression p(z) exprimée en hectopascals (ou millibars) à l'altitude z exprimée en mètres :
|                                                                                            | \| {\displaystyle p(z)=1013{,}25\left(1-{\frac {0{,}0065\cdot z}{288{,}15}}\right)^{5{,}255}} \| |
| {\displaystyle p(z)=1013{,}25\left(1-{\frac {0{,}0065\cdot z}{288{,}15}}\right)^{5{,}255}} |                                                                                                  |

Dans la boîte déroulante, il est montré que l'exposant dans la formule ci-dessus est égal à : 
{\displaystyle {g \over \alpha R_{s}}={9.80665 \over 0.0065\times 287.057995959}=5.25578595913}
est sensiblement égal à:
{\displaystyle {g \over \alpha (C_{p}-C_{v})}={7 \over 2}\times {g \over C_{p}\alpha }={7\times 9.80665 \over 2\times 6.5\times 10^{-3}\times 1006}=5.25}
avec  {\displaystyle \alpha =6.5\times 10^{-3}} °C/m.
Cette formule permet le calcul de la pression nominale à une certaine altitude, sans avoir besoin de connaître la température ou le gradient vertical de température. La précision dans le cas d'applications pratiques est toutefois limitée, puisque l'on choisit ici un état moyen différent de l'état réel de l'atmosphère. Lorsque {\displaystyle z\to \infty }, la température tend vers {\displaystyle -\infty } et donc ce modèle n'est pas correct dans la haute atmosphère. Cette formule ne s'applique que dans la troposphère où la plupart des activités humaines se situent.
On obtient également le tableau suivant pour la dépendance à l'altitude et à la température de l'échelon de nivellement barométrique :
|        | échelon de nivellement barométrique [m/hPa] |      |       |       |
| z      | −15 °C                                      | 0 °C | 15 °C | 30 °C |
| 0 m    | 7,5                                         | 7,9  | 8,3   | 8,8   |
| 500 m  | 7,9                                         | 8,3  | 8,7   | 9,2   |
| 1000 m | 8,3                                         | 8,7  | 9,2   | 9,6   |
| 2000 m | 9,3                                         | 9,7  | 10,1  | 10,6  |
| 3000 m | 10,4                                        | 10,8 | 11,2  | 11,6  |

Pour des altitudes et des températures moyennes, on utilise souvent la formule « 1 hPa / 30 ft ». Cette approximation est souvent utilisée par les pilotes pour des calculs mentaux rapides.
La constante des gaz parfaits R est une constante universelle et peut être sortie de l'intégrale. La masse molaire moyenne des gaz de l'atmosphère M est, sauf en cas de très fortes variations de l'humidité de l'air, pratiquement constante au sein de la troposphère et peut également être sortie de l'intégrale. Dans une atmosphère au repos, les différences d'altitude caractéristique hs entre les différents gaz de l'atmosphère, qui ont des masses molaires différentes, pourraient conduire à une séparation des gaz, les gaz les plus légers se concentrant dans les couches supérieures et les gaz lourds dans les couches inférieures. Mais ce n'est pas le cas grâce à un mélange important des gaz dû aux conditions météorologiques dans la troposphère. La variation de l'humidité de l'air ainsi que d'autres causes de variation de M peuvent être prises en compte en considérant la température virtuelle correspondante Tv au lieu de la température réelle T. On peut ainsi utiliser pour M la valeur de la masse molaire de l'air sec au niveau de la mer.

### Altitude géopotentielle
La diminution de l'accélération de la pesanteur g avec l'altitude doit être prise en compte en cas de grandes altitudes ou d'exigences de précision importantes. Une accélération de la pesanteur variable dans l'intégrande de la solution de l'équation barométrique complique énormément le problème. Pour le contourner, on utilise la notion d'altitude géopotentielle plutôt que l'altitude géométrique.
Imaginons une masse m soulevée du niveau de la mer jusqu'à une altitude h, avec g variable. Comme g diminue avec l'altitude, l'énergie potentielle ΔEpot gagnée par la masse est inférieure à l'énergie potentielle pour g = g0. L'altitude géopotentielle hp est l'altitude à laquelle soulever la masse m à g = g0 constant pour lui apporter la même énergie potentielle ΔEpot (en d'autres termes, hp est le potentiel gravitationnel divisé par g0). L'altitude géopotentielle est mesurée en mètre géopotentiel; les surfaces de même altitude géopotentielle sont des surfaces équipotentielles dans le champ de pesanteur.

## Applications

### Réduction au niveau de la mer

#### Pratique

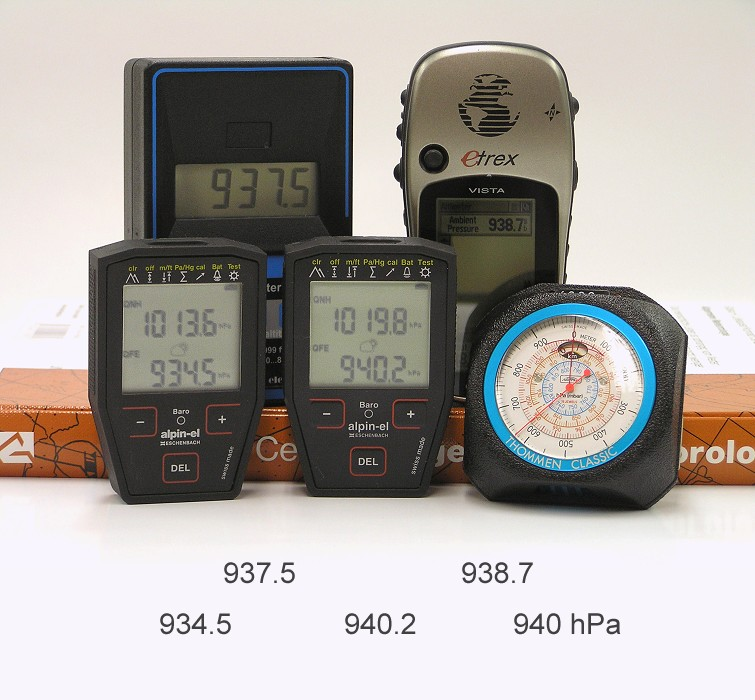
La comparaison de différents baromètres met en évidence la précision limitée des appareils du commerce.

Pour un météorologue amateur, les exigences de précision pour la mesure de la pression et de l'altitude du baromètre décrites précédemment n'ont en général pas besoin d'être satisfaites. Pour un baromètre de station météorologique d'amateur, il faut compter sur une erreur systématique d'au moins 1 à 2 hPa. Une telle incertitude correspond à une incertitude sur l'échelon barométrique de 10 à 20 m. Vouloir estimer plus précisément l'altitude de mesure ne conduirait probablement pas à une meilleure précision. Dans cette optique, il faudrait déjà estimer s'il est pertinent ou non de considérer l'influence de l'humidité de l'air.
Il ne faut pas utiliser l'altitude réelle, mais l'altitude fictive qui correspond à la meilleure approximation de la pression réduite au niveau de la mer, à partir des données d'un baromètre de référence proche (station météorologique officielle, aéroport, etc.). Avec un étalonnage de ce type, on peut compenser en grande partie l'erreur systématique du baromètre.
Il est approprié d'utiliser une altitude approchée pour la réduction, puis de comparer ses propres mesures avec une mesure de référence sur une certaine durée et pour différentes températures. Si l'on remarque une erreur systématique, on peut calculer la différence d'altitude avec la bonne formule de nivellement afin de modifier l'altitude réduite en conséquence. Si l'on ne considère pas l'impact de la température, il faut effectuer l’étalonnage pour une température représentative.

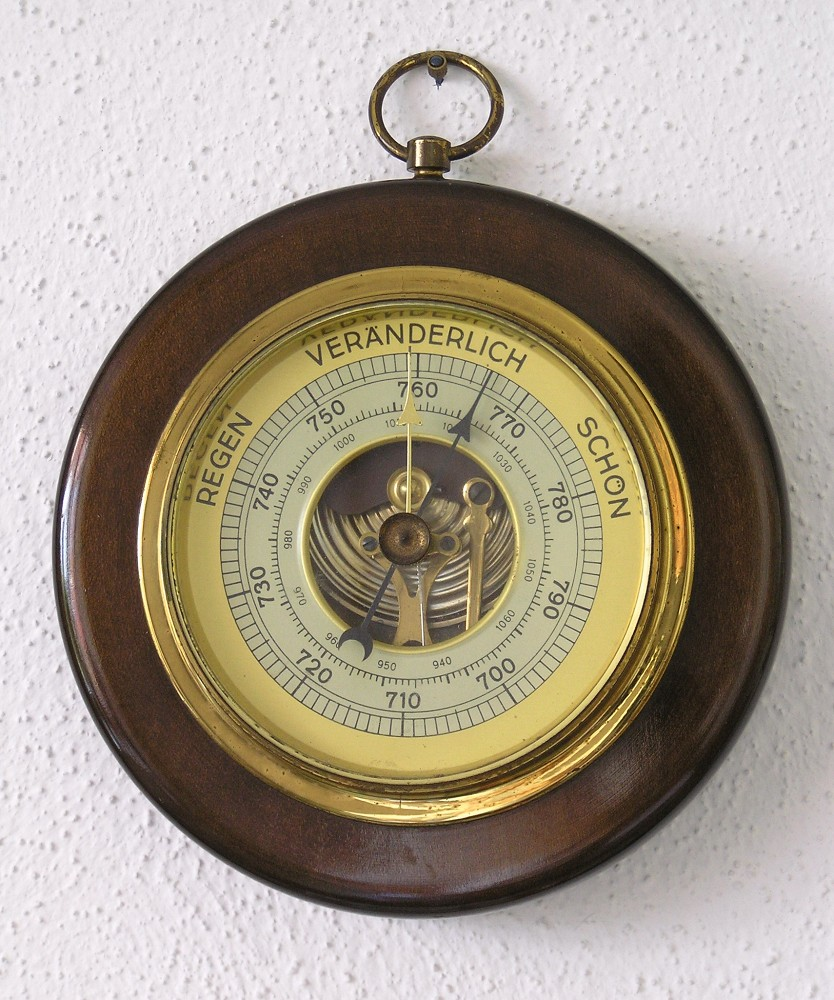
Un baromètre de salon typique.

Les baromètres de salon sont en général réglés pour indiquer la pression réduite à l'aide d'une vis à l'arrière de l'objet, qui permet de régler la tension du ressort de la capsule de Vidie. Cet étalonnage correspond donc à un décalage de la graduation. En théorie, c'est un étalonnage incorrect : comme le montrent les formules de nivellement, la réduction au niveau de la mer se fait par une multiplication par un facteur d’étalonnage, et non une simple addition de constante (la pression réduite au  niveau de la mer varie d'un peu plus qu'un hPa quand la pression à l'altitude du baromètre varie de 1 hPa). L'échelle de graduation doit donc être légèrement étirée en plus d'être décalée. L'erreur correspondante est toutefois plus faible que l'erreur provenant de la non prise en compte de l'influence de la température. 
Comme il n'est pas possible d'indiquer au baromètre l'altitude actuelle, l’étalonnage ne peut se faire que par comparaison avec un baromètre de référence. L’étalonnage doit se faire à l'altitude  du baromètre (ou bien à un endroit de même altitude) : cela n'a pas de sens de faire étalonner « correctement » l'appareil chez son fabricant ou vendeur s'il celui-ci est situé à un tout autre endroit.
Lorsque le baromètre est utilisé pour une prévision météorologique à court terme par la mesure des variations de pression, un étalonnage exact n'est pas aussi nécessaire.

#### Limites
En général, lors de la réduction de mesures de pression, il faut être conscient que la colonne atmosphérique ajoutée par calcul ne peut souvent pas exister réellement et ne donne pas la « vraie » valeur de la « pression réduite niveau de la mer »…
Les formules de réduction reposent sur des conventions et servent, au-delà d'applications scientifiques spécifiques, à rendre les mesures de stations météorologiques différentes aussi comparables que possible.
Un exemple de la fictivité de la colonne d'air ajoutée : sur une plaine sur laquelle ne s'écoule pas d'air froid, l'air près du sol peut se refroidir par une nuit claire à cause du rayonnement thermique du sol (phénomène d'inversion). Une station météorologique à cet endroit enregistrerait cette température moindre. Si cette plaine s'était trouvée au niveau de la mer, l'air ne se serait pas refroidi (absence du sol responsable de l'inversion), et la colonne d'air réelle aurait eu une température bien plus importante que la colonne d'air calculée. Le calcul a admis une trop grande densité de l'air de la colonne d'air, et donne une pression réduite plus importante que la pression réelle au niveau de la mer.

### Mesures d'altitudes
La dépendance de la pression atmosphérique à l'altitude permet de calculer des hauteurs. De telles mesures de hauteur sont rapides et simples à mettre en œuvre, mais leur précision est limitée. Un baromètre utilisé pour la mesure d'altitude est appelé altimètre. Les méthodes de mesures dépendent de l'utilisation et des exigences de précision. Ce genre de mesures servent entre autres pour les randonnées, ou bien pour la topographie dans le cas de mesures plus précises.

### Réglage des altimètres
Un altimètre est un baromètre qui convertit directement la pression en altitude en supposant une atmosphère normalisée. On remarquera qu'en pratique, on ne peut convertir directement la pression en altitude et que l'on doit effectuer des corrections. Les aviateurs  utilisent la formule mnémotechnique suivante : From high to low, look below 
(Du haut vers le bas, regarde en-bas). Cela signifie que si l'on vole d'une zone de haute pression vers une zone de basse pression, ou si l'on vole d'une zone chaude à une zone froide, l'altimètre va surévaluer l'altitude ce qui peut être une source de danger en cas de vol aux instruments. Dans la boîte déroulante, on justifie (sous certaines conditions) cette affirmation. En ce qui concerne la température, cette règle peut être franchement fausse. En effet, un temps froid est souvent associé à une haute pression au sol. Haute pression, signifie altitude indiquée plus basse. Ainsi, si on vole près du sol d'une zone chaude vers une zone froide, la pression va généralement augmenter et donc l'altitude indiquée va décroître.

### Insignes de la Fédération Aéronautique internationale

#### Insigne d'argent
Une des épreuves pour obtenir l'insigne d'argent en planeur est d'effectuer un gain d'altitude de 1 000 mètres. Historiquement les GPS n'existaient pas et l'altitude était mesurée à partir de la pression. La FAI exigeait l'utilisation d'un barographe calibré. En général, le gain de 1 000 mètres est effectué dans une ou plusieurs ascendances thermiques et donc la température de l'air en fonction de l'altitude suit la courbe adiabatique sèche où {\displaystyle {\mathrm {d} T \over \mathrm {d} z}=9,75\ {\textrm {K}}\cdot {\textrm {km}}^{-1}}. On suppose que le pilote commence son ascension au niveau de la mer et termine son ascension à 1 000 mètres dans des conditions de température et de pression normalisées. En application des formules de la boîte déroulante, La pression réelle à 1 000 m sera de 898,24 hPa.
Dans le modèle de l'atmosphère normalisée, où {\displaystyle {\mathrm {d} T \over \mathrm {d} z}=6,5\ {\textrm {K}}\cdot {\textrm {km}}^{-1}}, la pression officielle à 1 000 mètres sera de 898,87 hPa. La différence entre les deux pressions est donc de 0,63 hectopascals. La pression diminue de 0,12 hPa/m. Cela correspond donc à une erreur de 5 mètres en faveur du pilote. Ainsi, si le pilote effectue une ascension de 995 mètres, il aura son gain d'altitude validé tout en n'ayant pas effectué un gain d'altitude de 1 000 mètres ou plus !

#### Insigne d'or
Une des épreuves pour obtenir l'insigne d'or en planeur est d'effectuer un gain d'altitude de 3 000 mètres. Ce gain peut être effectué dans les régions sèches comme dans l'ouest américain en utilisant des ascendances thermiques. À nouveau, la température de l'air en fonction de l'altitude suit la courbe adiabatique sèche. On suppose que le pilote commence son ascension au niveau de la mer et termine son ascension à 3 000 mètres dans des conditions de température et de pression normalisées. En application des formules de la boîte déroulante, La pression réelle à 3 000 m sera de 696,65 hPa.
Dans le modèle de l'atmosphère normalisée, la pression officielle à 3 000 mètres sera de 701,37 hPa. La différence entre les 2 pressions est donc de 4,72 hPa. La pression diminue de 0,12 hPa/m. Cela correspond donc à une erreur de 39 mètres en faveur du pilote. Ainsi, si le pilote effectue une ascension de 2 961 mètres, il aura son gain d'altitude validé tout en n'ayant pas effectué un gain d'altitude de 3 000 mètres ou plus !
On remarque que plus le gain d'altitude est important, plus l'erreur systématique est proportionnellement favorable au pilote.

## Diagrammes thermodynamiques
On peut calculer mathématiquement l'énergie et les changements de pression du processus mais en général on utilisera une représentation d'une transformation adiabatique sur des diagramme thermodynamiques. Ces diagrammes sont précalculés pour indiquer le chemin suivi par la pression en fonction de la température. On note : 
- Téphigramme
- Skew-T
- Émagramme
- Diagramme de Stüve

## Conclusion
Le modèle proposé ci-dessus est simplifié car il ne tient pas compte du fait que la pression et la température ne sont pas uniformes. Ainsi,
il se forme des zones de haute et basse pression (typiquement entre 980 hPa et 1040 hPa) et la température n'est pas uniforme à la surface de la Terre. La même chose se produit dans les couches moyennes de la troposphère où des dépressions ou des anticyclones peuvent se former en altitude. 
Le gradient adiabatique sec   est largement supérieur au gradient moyen de la température    et donc l'air au niveau du sol tendrait à être stable. Toutefois, au cours de la journée, par temps ensoleillé, les basses couches de l'atmosphère vont se réchauffer jusqu'à ce que le gradient thermique devienne supérieur au gradient adiabatique sec. Alors des colonnes d'air montantes vont se développer pour rétablir l'équilibre. Ces ascendances thermiques sont utilisées par les oiseaux, et les pilotes de planeur, d'aile delta ou de parapente. Le modèle simplifié explique de manière assez précise des phénomènes bien connus des pilotes de planeur (ascendances thermiques) et des alpinistes (raréfaction de l'air en altitude).